# Kinty
Kinty (lit. Kintai) – miasteczko na Litwie, położone w okręgu kłajpedzkim i w rejonie szyłokarczemskim nad Zalewem Kurońskim. Liczy 833 mieszkańców (2001).

## Historia
Do 1920 Kinty należały do Prus, a w latach 1920-1923 do Kraju Kłajpedzkiego. W 1923 przyłączone do Litwy wraz z Krajem Kłajpedzkim. Utracone na rzecz III Rzeszy w 1939. Od 1945 w składzie Litewskiej SRR, a następnie Litwy.

## Zabytki
- Kościół z 1705
- Dawna szkoła parafialna, zbudowana w 1705[3]